# Xbox Series X a Series S
Xbox Series X a Series S (společně známé pod názvem Xbox Series X/S) jsou domácí herní konzole vyvíjené společností Microsoft. Byly vydány 10. listopadu 2020 a tvoří čtvrtou generaci značky Xbox, přičemž jsou nástupci konzolí řady Xbox One.
Prvotní zvěsti o nových konzolích se objevily na počátku roku 2019. Celá řada byla tehdy kódově nazývána jako „Scarlett“ a její součástí byly high-endové i low-endové modely „Anaconda“ a „Lockhart“. Výkonnější model konzole byl představen roku 2019 na konvenci E3 pod názvem „Project Scarlett“. Její design a pravý název, který zní Xbox Series X, byl odhalen v prosinci téhož roku během živého vysílání The Game Awards. V září 2020 Microsoft odhalil slabší variantu zvanou Xbox Series S.
Microsoft se zaměřuje na výkon hardwaru. Xbox Series X podporuje vyšší rozlišení displejů (a to až v 8K) společně se snímkovou frekvencí a nabízí ray tracing v reálném čase a vysokorychlostní SSD ke snížení doby načítání. Xbox Series S používá stejný procesor, grafický procesor, paměť a úložiště, vše však se sníženým výkonem nebo ve slabší verzi, a neobsahuje optickou mechaniku.
Microsoft se mimo jiné zaměřuje i na hráčskou komunitu a kromě nového hardwaru nabízí bezplatné vylepšení stávajících her na Xbox One. Ty jsou dostupné skrze funkci „Smart Delivery“, která označuje hry, jež jsou optimalizované pro konzoli Series X. Microsoft dále nabízí zpětnou kompatibilitu her předešlých generací konzolí Xbox, ovladače a příslušenství. Herní konzole bude také využívat výhod předplatného Xbox Game Pass a vzdáleného cloudového hraní na mobilních zařízeních, a to prostřednictvím xCloud, cloudové platformy na streamování videoher.

## Historie

### Odhalení a uvedení
Na začátku června 2018 se v herním průmyslu začaly šířit zvěsti o novém Xboxu. Phil Spencer, výkonný manažer Microsoftu, potvrdil, že v té době byli „plně zaměření na tvorbu architektury nové konzole Xbox“. Původně se myslelo, že se bude jednat o řadu zařízení s kódovým označením „Scarlett“, která bude klást důraz na herní streamování a zpětnou kompatibilitu a jejíž součástí bude levná verze konzole. V březnu 2019 se rozšířily další zvěsti. Dle nich by se mělo jednat o dvě konzole řady Scarlett, přičemž jedna z nich nese kódové označení „Anaconda“ a druhá, levná verze, „Lockhart“.
Microsoft potvrdil existenci Project Scarlett v roce 2019 na tiskové konferenci na konvenci E3. Uvedl, že chtěli „jemný“ přechod z Xboxu One na Scarlett, na které tak bude možné hrát všechny hry z předešlé konzole a připojit většinu zařízení. Během prezentace na ocenění The Game Awards, která se uskutečnila téhož roku, Microsoft oficiálně oznámil design nové konzole a její pravý název „Xbox Series X“. Stejně tak oznámil datum uvedení konzole na trh, jež bylo stanoveno na konec roku 2020. Mluvčí Microsoftu po události prozradil, že konzole Xbox Series X představuje vstup do čtvrté generace zařízení Xbox. Ta budou jednoduše nazývána jako „Xbox“, a to bez podnázvů.
Microsoft plánoval v roce 2020 zveřejnit detailní informace o novém hardwaru a videohrách, které budou dostupné při uvedení konzole. Mělo se tak odehrát na dvou konferencích Game Developers Conference (GDC) a E3 2020. Kvůli pandemii covidu-19 však byly akce zrušeny. Microsoft se během týchž dnů, kdy se měly odehrát dané události, rozhodl uskutečnit vlastní online prezentace. První se odehrají v březnu roku 2020, přičemž datum konání svojí E3 prezentace oznámí později. Detailní parametry konzole byly odhaleny 16. března 2020 Microsoftem, portálem Digital Foundry a Austinem Evansem z Overclock Media. Microsoft se od května rozhodl vysílat další digitální události, jejíchž hlavním tématem bude Xbox Series X a hry řady „Xbox 20/20“. Jedná se například o Xbox Games Showcase z 23. července 2020, na které byly prezentovány tituly od společnosti Xbox Game Studios.
Dne 16. července 2020 bylo Microsoftem oznámeno, že v přípravách na uvedení nových produktů ukončil výrobu konzolí Xbox One X a digitálních verzí Xbox One S.
O existenci levné varianty Xbox Series S se začalo spekulovat před konvencí E3 2019, kdy byla odhalena pod názvem „Project Lockhart“, jako součást řady Scarlett. Název konzole Xbox Series S pak byl potvrzen prostřednictvím Xbox příslušenství, které si někteří uživatelé mohli zakoupit. Microsoft oficiálně oznámil Series S 8. září 2020. Zároveň odhalil, že bude uvedena na trh společně se Series X, a to v listopadu roku 2020. Microsoft poukázal na to, že konzole Series S byla během července 2020 držena v tajnosti a nebylo na ni upozorňováno během dřívějších videí, na kterých Phil Spencer prezentoval Xbox.

## Hardware

### Xbox Series X
Vedoucí divize Xbox Phil Spencer uvedl, že pro Microsoft bylo důležité se zaměřit na vyšší snímkovou frekvenci a rychlejší časy načítání, než na podporu vyšších rozlišení displejů. Konzole Series X dosahuje takového výkonu díky sladěným schopnostem procesoru a grafického procesoru.
Xbox Series X je poháněna vlastním 7 nm procesorem AMD architektury Zen 2 s osmi jádry o nominální frekvenci 3,8 GHz. Při metodě simultaneous multithreading (SMT) činí frekvence jader 3,6 GHz. Jedno z jader procesoru je dedikováno na pohánění operačního systému. Grafický procesor konzole poskytla společnost AMD a je postaven na architektuře RDNA 2. Má 56 výpočetních jednotek (CU) s 3 584 jádry. Povoleno je 52 CU a 3 328 jader, jejichž frekvence je pevně stanovena na 1,825 GHz. Je schopen výpočetního výkonu o 12,15 teraflopech. Konzole je prodávána s pamětí GDDR6 SDRAM o velikosti 16 GB. Rychlost prvních 10 GB činí 560 GB/s a primárně je využívá grafický systém, dalších 6 GB paměti o rychlosti 336 GB/s je používáno na výpočet informací. Po započtení softwaru operačního systému zbývá pro podporu her a ostatních aplikací přibližně 13,5 GB. Samotný systém navíc využívá pomalejší paměti. Xbox Series X cílí na vykreslování her v rozlišení 4K při 60 snímcích za sekundu, přičemž konzole je zhruba čtyřikrát výkonnější než Xbox One X. Series X podporuje až 120 snímků za sekundu a může vykreslovat i v rozlišení 8K.
Xbox Series X je designován tak, aby vypadal nenápadně a minimalisticky. Rozměry podstavce činí 15,1 × 15,1 cm, výška konzole dosahuje 30,1 cm a váží 4,45 kg. Konzole je vertikálně orientována, může však být položena i na bok. Na jejím předním panelu se nachází pouze tlačítko na napájení a Ultra HD Blu-ray mechanika. Na vrchu konzole jsou průduchy a jediný silný ventilátor. Spencer uvedl, že je konzole stejně tichá jako Xbox One X. Series X podporuje výstup HDMI 2.1, tři porty USB 3.1, ethernetový port a slot na rozšíření kapacity konzole dalším diskem. Konzole neobsahuje infračervený blaster nebo propouštění signálů HDMI (pass-through) jako tomu bylo u řady Xbox One. Místo toho podporuje HDMI-CEC. Dřívější úniky naznačily, že by se v konzoli mohl nacházet port TOSLINK pro digitální audio. Ten však byl z finálního designu odstraněn.

### Xbox Series S

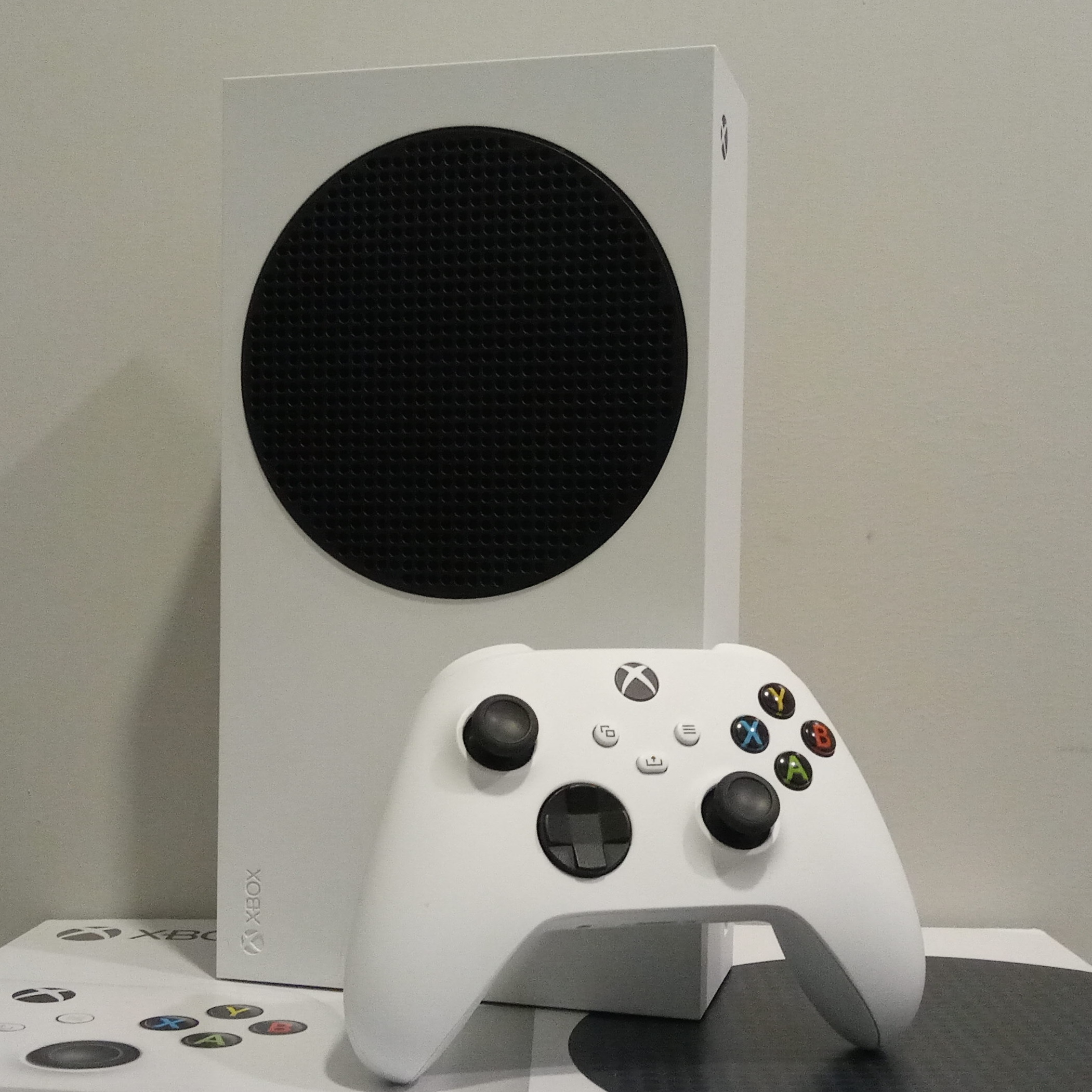
Xbox Series S a ovladač

Konzole Xbox Series S je z hlediska hardwarového vybavení podobná Xbox Series X, podobně jako tomu bylo u Xbox One S a Xbox One X, má však menší výpočetní výkon. Využívá stejného procesoru avšak se sníženou frekvencí a pomalejšího grafického procesoru. Jedná se o vlastní RDNA2 s 20 CU o frekvenci 1,55 GHz s výpočetním výkonem 4 TFLOPS (v porovnání s 12 TFLOPS u Series X). Konzole se prodává s 10 GB paměti a 512 GB jednotkou SSD, jejíž propustnost vstupu a výstupu činí 2,4 GB/s. Neobsahuje optickou mechaniku a veškerý software a aplikace je nutné pořídit online. Je určena k vykreslování her v rozlišení 1440p, s podporou upscalu do 4K, při 60 snímcích za sekundu. V některých případech může při tomto rozlišení dosáhnout až 120 snímků za sekundu. Jinak má konzole stejné funkce jako Xbox Series X, tedy porty, rozšíření a podporované hry.
Microsoft vytvořil Series S tak, aby se lehce vešel do malé tašky nebo batohu a mohl tak být lehce přenosný a použitelný. Konzole je přibližně o 60 % menší než Series X. Ve svém vertikálním postavení měří 275 × 151 × 63,5 mm. V tomto postavení se na boční straně konzole nachází hlavní otvor pro chlazení konzole, podobný tomu u Series X. Ten je zde doplněn ještě o dodatečné ventilátory, jež jsou umístěny na vrchu konzole. V přední částí se nachází USB port a konektor na sluchátka. Zadní část obsahuje napájecí konektor, výstup HDMI, další dva USB porty a ethernetový port. Stejně jako Series X i Series S může být položen na bok, přičemž hlavní otvor chlazení by měl směřovat směrem nahoru, aby se udržela stálá cirkulace vzduchu. Konzole Series S je vytvořena v matném bílém pouzdru se stejně laděným ovladačem, čímž se liší od černého a matného Series X.

### Ovladač a příslušenství
Ovladač nabídne oproti Xbox One vylepšený d-pad po vzoru Xbox Elite controller series 2, nové tlačítko share pro sdílení souborů, pogripované páčky a další místa na ovladači a bude lehce delší než předchůdce. Bude kompatibilní i s Windows 10, původním Xbox One a i s mobilními zařízeními. V případě napájení ovladače, bude využívat konektor USB-C. Zůstane zachován 3,5 mm jack.

## Videohry
Konzole budou mít zpětnou kompatibilitu všech her z Xboxu One, většiny her z Xbox 360 a zčásti i z původního Xboxu (jako na Xboxu One). Bylo oznámeno i několik exkluzivních her, mezi něž patří např. Halo Infinite a Senua's Saga: Hellblade II.